# Лейтенант флота
Лейтенант — чин или воинское звание офицерского состава в Военно-морском флоте ряда государств.

## РоссияиСССР
В Российском императорском флоте (РИФ) чин лейтенанта существовал с 1701 по 1917 годы (с перерывами в 1732—1798 и 1885—1907 годах), и был зафиксирован в Табеле о рангах, введённом Петром I в 1722 году.
До 1732 года чин лейтенанта соответствовал X классу Табеля о рангах и располагался между капитан-лейтенантом (IX класс) и корабельным секретарём (XI класс).
В 1732 году чины капитана 3-го ранга (VIII класс), капитан-лейтенанта и лейтенанта были упразднены, и в категорию флотских военных чинов VIII класса Табеля о рангах был введён чин поручика. В 1750-х годах чин капитана 3-го ранга был вновь восстановлен в VIII классе, а чин поручика соответственно переведён IX класс. В 1764 году чин капитана 3-го ранга был окончательно упразднён, при этом вместо него в категорию флотских военных чинов VIII класса был введён чин капитан-поручика.
В 1797—1798 годах чины капитан-поручика и поручика были переименованы в капитан-лейтенанта и лейтенанта соответственно (оставаясь в тех же классах Табеля о рангах), при этом чин корабельного секретаря был переведён в категорию гражданских чинов. С этого момента и до 1884 года чин лейтенанта (IX класс) располагался между капитан-лейтенантом (VIII класс) и мичманом (XII класс); флотские военные чины X и XI классов в Табеле о рангах до 1884 года отсутствовали.
В 1884 году чины капитан-лейтенанта и лейтенанта были упразднены, и с 1885 по 1907 годы в РИФ отсутствовали. 28 мая (10 июня)  1907 года чин лейтенанта был восстановлен в категории флотских военных чинов IX класса Табеля о рангах, при этом IX класс был разделён на две ступени — в этот же класс было введено звание старшего лейтенанта. В период с 1907 года и до упразднения чинов и званий в 1917 году чин лейтенанта располагался между старшим лейтенантом (VIII класс, до 1911 года — IX класс) и мичманом (X класс).
К началу XX века лейтенанты РИФ носили погоны, аналогичные погонам армейских поручиков — с одним просветом и тремя звёздами.
В Рабоче-Крестьянском Красном Флоте звание лейтенанта было введено в 1935 году. Первоначально оно было самым младшим званием командного и начальствующего состава ВС Союза ССР и располагалось между старшиной и старшим лейтенантом; затем, в 1937 году было введено предшествующее лейтенанту звание младший лейтенант. Лейтенанты советского флота в 1935—1943 годах носили нарукавные знаки различия (галуны) с двумя полосками (одной широкой и одной узкой), а также расположенной над ними звездой. В 1943 году знаками различия лейтенантов стали погоны, аналогичные таковым в РИФ — с одним просветом и двумя звёздами. Эти погоны, а также вышеуказанное положение звания лейтенанта в системе корабельных воинских званий, сохранились до настоящего времени в российском флоте, а также в ВМФ и ВМС ряда постсоветских государств и стран.

## США
В США лейтенант (англ. Lieutenant, аббревиатура Lt, LT, LT(N), Lieut или LEUT) — воинское звание офицерского состава в ВМС и Береговой охране, ниже Лейтенант-коммандера и выше младшего лейтенанта.
Звание лейтенанта флота является старшим среди младшего офицерского состава. Знаки различия лейтенанта флота аналогичны знакам различия армейского капитана и представляют собой два серебряных прямоугольника. В системе военной иерархии НАТО звание лейтенанта относится к классу OF-2.
По состоянию на 2016 год ежемесячное денежное довольствие лейтенанта ВМС США составляет от 3 963,60 US $ (при выслуге 2 года) до 6 448,20 US $ (при выслуге от 14 лет и более).

## Польша
В ВМС Польши существует звание поручик флота (пол. Porucznik marynarki), соответствующее званию старшего лейтенанта ВМФ России. Знаками различия поручика флота являются погоны с тремя полосками и галуном, а также аналогичные знаки различия на рукаве. В 1952—1956 годах поручики флота носили погоны с тремя звёздами.

## Галерея
- Погон лейтенанта Российского императорского флота.
- Нарукавная нашивка лейтенанта РККФ (1935-1943).
- Погон лейтенанта РККФ и ВМФ СССР (1943-1955).
- Погон лейтенанта ВМФ России.
- Знаки различия лейтенанта Береговой охраны США.
- Погон лейтенанта Королевского военно-морского флота. Великобритании, а также ВМС Южной Африки, Канады, Норвегии.
- Погон лейтенанта ВМС Эстонии.
- Погон поручика флота ВМС Польши.
- Погон поручика флота ВМС Польши (1952-1956).

### Комментарии
1. ↑  Чин мичмана был переведён в 1758 году из унтер-офицерских чинов сначала в XIII класс, а после упразднения чина унтер-лейтенанта в 1764 году — в XII класс[3].
2. ↑  Почти одновременно с этим — 1 (14) июня 1907 года — в категории флотских военных чинов VIII класса был восстановлен чин капитан-лейтенанта[4].
3. 1 2  Звание старшего лейтенанта будет преобразовано 16 (29) марта 1909 года в чин старшего лейтенанта, и 9 (22) декабря 1911 года переведено в категорию флотских военных чинов VIII класса вместо упразднённого 6 (19) декабря 1911 года чина капитан-лейтенанта[4].
4. ↑  Чин мичмана был повышен из XII в X класс в 1884 году[4].